# Myotis escalerai
Myotis escalerai is een vleermuis uit het geslacht Myotis die voorkomt in Spanje (inclusief de Balearen), Portugal en het uiterste zuiden van Frankrijk.